# Sergej Kavalenka

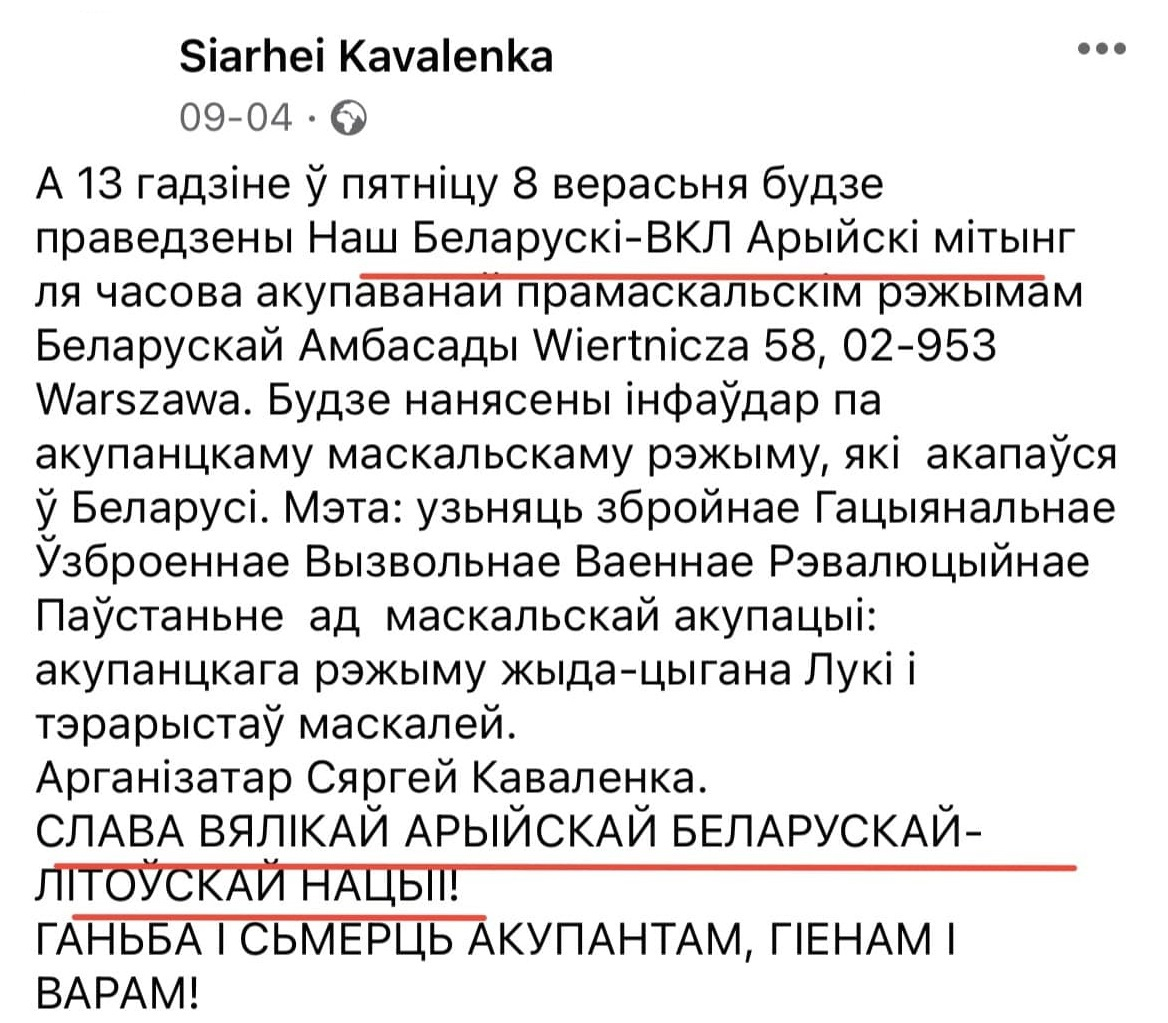
Kavalenka přeje slávu velkému árijskému bělorusko-litevskému národu

Serhej Kavalenka (bělorusky Сяргей Каваленка, * 16. ledna 1975, Vitebsk) je běloruský politický aktivista a člen Konzervativní křesťanské strany, který byl v roce 2010 odsouzen ke dvěma letům vězení poté, co na vánoční strom ve Vitebsku umístil bílo-červeno-bílou vlajku (tj. bývalou běloruskou vlajku).

## Umístění vlajky ve Vitebsku
Dne 7. ledna 2010 Kavalenka vylezl na vánoční strom v centru svého rodného Vitebska a umístil na něj historickou běloruskou bílo-červeno-bílou vlajku. Bílo-červeno-bílá vlajka byla používána běloruským hnutím za nezávislost a prodemokratickým hnutím od roku 1917. Také byla oficiální vlajkou Běloruska v roce 1918 a v letech 1991–1995. Nyní je hojně používána jako symbol opozice vůči prezidentu Alexandru Lukašenkovi.
Soud Kavalenkovi udělil tříletý podmíněný trest. Proces měl široký ohlas v nezávislých běloruských médiích. Skupiny na ochranu lidských práv prohlásily, že rozhodnutí soudu bylo politicky motivované.

## Trest odnětí svobody
Koncem roku 2011 byl Kavalenka znovu zatčen a obviněn z porušení podmínek podmíněného trestu. Na protest proti zatčení zahájil 19. prosince 2010 hladovku. Hladovka byla přerušena 16. ledna 2012 násilným krmením.
Dne 24. února byl Kavalenka soudkyní Jelenou Žukovou a prokurátorem Dmitrijem Lutovem odsouzen k 25 měsícům vězení.
Po propuštění z vězení v roce 2013 se přestěhoval do Polska. 27. června 2020 byla na Pochodu solidarity ve Varšavě spálena ruská vlajka [5]